# André Zoltan
André Zoltan (ur. 2 stycznia 1945 w Uccle) – belgijski strzelec, olimpijczyk.
Brał udział w Letnich Igrzyskach Olimpijskich 1972 (Monachium). Startował w jednej konkurencji, w której zajął 52. miejsce.

## Wyniki olimpijskie
| Igrzyska | Konkurencja            | Wynik                           | Miejsce |
| -------- | ---------------------- | ------------------------------- | ------- |
| IO 1972  | Pistolet dowolny, 50 m | 521 punktów (88-85-85-91-87-85) | 52.     |